# Мена, Одланьер
Одланьер Рафаэль Мена Салинас (исп. Odlanier Rafael Mena Salinas; 2 апреля 1926, Ластаррия, Горбеа — 28 сентября 2013, Лас-Кондес, Сантьяго) — чилийский генерал и дипломат, при правлении военной хунты Аугусто Пиночета командовал моторизованной бригадой, возглавлял военную разведку. Конфликтовал с начальником тайной полиции ДИНА Мануэлем Контрерасом. Сменил Контрераса на посту директора тайной полиции СЕНИ. Был послом Чили в Парагвае, Уругвае, Панаме. После восстановления демократии осуждён за причастность к политическим убийствам. Являлся самым пожилым заключённым в стране. Вину не признал и покончил с собой при переводе из одной тюрьмы в другую.

## Офицерская служба
Родился на арауканской железнодорожной станции Ластаррия; рождение зарегистрировано в Горбеа. Имя Одланьер происходит от обратного написания имени отца — Рейнальдо. Учился школе-интернате Темуко. В 1944 окончил Военное училище имени Бернардо О’Хиггинса. По военной специальности — офицер сухопутных войск. Командовал различными пехотными частями. В 1970 стажировался в Школе Америк. Обладал определённой харизмой, был популярен среди сослуживцев.
В январе 1973, при социалистическом правительстве Сальвадора Альенде, полковник Одланьер Мена назначен командиром моторизованной бригады Rancagua. Бригада дислоцировалась в Арике, на северной границе. Rancagua — крупнейшая часть чилийской пехоты с давними боевыми традициями, прославленная в Тихоокеанской войне. Задачей бригады являлось обеспечение обороны и безопасности на севере страны. В качестве потенциального противника рассматривалось Перу — особенно в преддверии столетия Тихоокеанской войны. Приграничное расположение бригады определило особое внимание Мены к разведке.

## Генерал хунты

### Участник переворота
11 сентября 1973 полковник Мена получил приказ командующего военным округом Тарапаки генерала Карлоса Форестера привести бригаду в боеготовность. Приняв приказ к исполнению, Мена таким образом присоединился к перевороту, поддержал военную хунту генерала Аугусто Пиночета. Впоследствии объяснял свои действия необходимостью предотвратить гражданскую войну. Существовала также опасность перуанского вторжения: президент Перу Хуан Веласко Альварадо симпатизировал свергнутому в Чили правительству Народного единства. Одланьер Мена связался с командующим перуанскими войсками в Такне Артемио Меса Гарсиа, объяснил ситуацию, гарантировал от атаки с чилийской стороны и согласовал временное закрытие границы.
Одланьер Мена санкционировал в Арике действия карательного спецподразделения Караван смерти. Офицеры и солдаты Rancagua участвовали в политических репрессиях. По приказу Мены в Арике были арестованы коммунистические активисты. При этом он отмечал, что взятием под стражу военные спасли этих коммунистов от линчевания. 9 октября 1973 при перевозке к месту заключения в Писагуа погибли в ДТП социалисты Оскар Риполь, Мануэль Доносо, Хулио Валенсуэла и солдаты конвоя. В то же время именно генерал Мена сделал жёсткое предупреждение активисту ультраправой Родины и свободы Роберто Тиеме — пригрозив ему судьбой Мануэля Родригеса, если он не прекратит оппозиционных выступлений.
На протяжении двух лет основная деятельность генерала Мены заключалась в укреплении обороны на чилийско-перуанской границе. В августе 1975 в Перу произошла смена власти. Новый президент Франсиско Моралес Бермудес проводил более правую политику, чилийско-перуанские отношения улучшились. Бермудес и Мена обменялись дружескими посланиями. Одланьер Мена стал одним из немногих чилийских военных, получивших перуанскую награду.

### Начальник разведки
В декабре 1974 Одланьер Мена был переведён в Сантьяго и назначен начальником Управления военной разведки (DIM). С января 1975 Одланьер Мена — бригадный генерал.
Во главе DIM генерал Мена вступил в жёсткий конфликт с тайной полицией ДИНА. Одланьер Мена и начальник ДИНА полковник Мануэль Контрерас по-разному видели задачи и методы разведки. Мена исходил из традиционных армейских представлений; Контрерас практиковал оперативные схемы, характерные для ультраправых группировок. Были учреждены даже конкурирующие разведшколы. Враждебность между сотрудниками DIM и ДИНА доходила до взаимных угроз оружием. На докладах у президента Пиночета генерал Мена выражал недовольство контролем Контрераса над сообществом чилийских спецслужб.
На том этапе Пиночет больше благоволил Контрерасу. Начальник ДИНА и его сторонники добились отставки Мены. В сентябре 1975 Мена уволился из армии и поступил на дипломатическую службу. Был послом Чили в Панаме и Уругвае.

### Директор СЕНИ
3 ноября 1977 Аугусто Пиночет назначил Одланьера Мену директором спецслужбы Национальный центр информации (СЕНИ). В этом назначении отразились значительные политические изменения. СЕНИ был создан в том же году вместо распущенной ДИНА. Жестокие репрессии и тайные убийства создали ведомству Контрераса крайне одиозную репутацию. Убийства Карлоса Пратса в Аргентине и особенно Орландо Летельера в США, совершённые агентами ДИНА, обернулись серьёзными проблемами для Пиночета. Ухудшились отношения с США. Приходилось срочно исправлять международный имидж.
Первым директором СЕНИ оставался Контрерас. Через три месяца основатель ДИНА был отправлен в отставку, но многие сотрудники СЕНИ являлись его сторонниками. Возникала своеобразная «оппозиции в тайной полиции», небезопасная для Пиночета. Назначая Мену, непримиримого противника Контрераса, Пиночет рассчитывал провести кадровую чистку. Этот расчёт оправдался. Мена организовал расследование убийства Летельера и роли Контрераса. Был арестован и выдан американской юстиции исполнитель убийства Майкл Таунли. Вскоре Контрерас был уволен из армии и выведен из политики. Материалы, собранные генералом Меной, впоследствии — уже после Пиночета — легли в основу обвинений, приведших Контрераса в тюрьму.
Масштабы репрессий СЕНИ заметно снизились по сравнению с ДИНА. Это объяснялось тем, что антипиночетовская оппозиция к концу 1970-х была в основном подавлена. Но в целом Мена старался держать спецслужбу в рамках правовых ограничений. При Мене не применялись методы похищений и тайных убийств. При этом ограничения определялись характером режима: например, родственникам стали выдавать трупы «пропавших без вести», чего не делалось при Контрерасе.
Одланьер Мена отличался принципиальностью в профессиональных вопросах, упорством в отстаивании своих установок, импульсивностью в конфликтах. Он жёстко держался с Контрерасом, крайне негативно характеризовал его при личных контактах. Противостояние приближалось к крайним формам. Агенты Контрераса пытались убить Мену через отравленный чай. С другой стороны, резкую отповедь дал он и послу США Джорджу Ландау, когда тот в приказном тоне требовал найти виновных в убийстве Летельера.

## Дипломатия и отставка
К 1980 проведённая в СЕНИ чистка представлялась Пиночету достаточной. Одланьер Мена оставил директорскую должность, на этот пост назначен Умберто Гордон. 
До 1985 Мена являлся послом Чили в Парагвае (при том, что стронистский режим был главным иностранным союзником пиночетизма). Со второй половины 1980-х Мена отошёл от военной и государственной деятельности. Жил частной жизнью в кругу семьи. По политическим событиям — общенациональному референдуму, возвращению к демократическим порядкам — публично не высказывался.

## Осуждение
В 2007, при президенте-социалистке Мишель Бачелет, Одланьер Мена был арестован. Ему предъявили обвинение в убийствах социалистов по делу «Каравана смерти». Суд приговорил Мену к десяти годам заключения. В 2009 срок был сокращён до шести лет — на том основании, что Мена не был инициатором и активным участником репрессий, лишь визировал по должности не им отданные директивы. Содержался в тюрьме Кордильера. Ему было уже за восемьдесят лет, он являлся самым пожилым заключённым Чили. Условия содержания были довольно комфортны: кабельное телевидение, теннисные корты, Интернет, прогулки в саду в любое время, частые посещения родных. Выходные Мена имел право проводить у себя дома.
Весной 2013 добавилось ещё одно обвинение — в убийстве Аугусто Кармоны. Оппозиционно настроенный тележурналист Кармона погиб в декабре 1977. По версии следствия, его убили агенты СЕНИ. Прямого отношения к этой акции генерал Мена не имел, но уже несколько недель являлся директором.
Одланьер Мена не признавал себя виновным. Характеризовал обвинительный приговор как политически мотивированный судебный произвол. Заявлял, что при его руководстве СЕНИ действовал в рамках законности, в отличие от ДИНА. Репрессии как таковые обосновывал необходимостью защищать Чили от коммунистической опасности и внешней (перуанской, аргентинской) угрозы. Положительно отзывался о генерале Пиночете, предполагал, что Пиночет мог не знать о контрерасовском беспределе.

## Самоубийство
В сентябре 2013 было принято решение перевести заключённых Кордильеры в другую специальную тюрьму Пунта-Пеуко. По словам общавшихся с ним людей, Одланьер Мена был огорчён этим решением: в 87 лет такие перемещения затруднительны, к тому же он сомневался, что на новом месте ему будут оказывать должную медицинскую помощь. Через день, в субботу 28 сентября, Мена получил очередной отпуск и приехал в свой дом в Лас-Кондесе. Несколько часов спустя он застрелился. В посмертном письме генерал вновь заявил о своей невиновности и объяснил самоубийство протестом против судебных злоупотреблений.
Сожаление о смерти Одланьера Мены и соболезнования его семье выразил президент Чили Себастьян Пиньера. Мануэль Контрерас, также находившийся в заключении, обвинил Пиньеру в смерти Мены — на его взгляд, разделяемый многими пиночетистами, правый президент обязан был освободить таких осуждённых. Лидер чилийских социалистов Освальдо Андраде также назвал прискорбным самоубийство Мены: «Эти люди преступники, совершившие убийства тысяч чилийцев, в том числе членов моей партии, но меня не радует, когда кто-то из них сводит счёты с жизнью».
Одланьер Мена был женат, имел двух сыновей и дочь. Его сын Эрнан Мена — известный дипломат, чилийский консул в Аргентине и посол в Никарагуа. Имел также десятерых внуков. Увлекался рыбалкой и бонсаем.